# Alice Ogebe
Alice Oyah Ogebe, née le 30 mars 1995, est une joueuse de football internationale nigériane.

## Biographie
Elle fait partie des 23 joueuses retenues afin de participer à la Coupe du monde 2019 organisée en France